# Jeremy Campbell-Lamerton
Jeremy Robert Edward Campbell-Lamerton (Gibraltar, 21 de febrero de 1957) es un exmilitar, veterano y exrugbista británico que se desempeñaba como segunda línea. Fue internacional con el Cardo en los años 1980.

## Biografía
Es hijo de Mike Campbell-Lamerton, también un destacado rugbista internacional e incluso León. Fue educado en la fe católica, estudió en la prestigiosa Escuela Downside y hoy es padre de cuatro hijos; siendo Olivia una jugadora de tenis que representó al Reino Unido.
Al graduarse, ingresó a la Universidad de Durham para estudiar arte y jugó en los Palatinates. Dejó la universidad y siguiendo los pasos de su padre se unió al Ejército británico, incorporándose a la Real Academia Militar de Sandhurst donde se recibió de oficial.
Perteneció a los Scots Guards, alcanzó el rango de capitán y se retiró como veterano en 1983 debido a que peleó en la guerra de las Malvinas. Además, en su corta carrera militar sirvió en Alemania Occidental y participó en el Conflicto norirlandés.

## Carrera
Debutó en primera jugando para los Palatinates y luego pasó al Army Rugby Union, con el que jugó el partido British Army vs. Royal Navy.
Tras su retiro del ejército se unió al London Scottish FC y finalmente regresó a Escocia para representar a los Scottish Exiles, donde fue capitán en la temporada 1986–87 y se retiró en 1992.

### Selección nacional
Representó dos veces a Escocia B, una hoy desaparecida tercera selección, entre 1985 y 1986.
Derrick Grant lo convocó al Cardo para disputar el Torneo de las Cinco Naciones 1986 y allí debutó contra Les Bleus, siendo titular. Al final Escocia se consagró campeona.
Francia fue la única selección de Primer Nivel que enfrentó durante su paso fugaz. En total jugó tres pruebas y no marcó puntos.

### Participaciones en Copas del Mundo
Grant lo llevó a Nueva Zelanda 1987 como suplente de Alan Tomes y Derek White, por lo que solo jugó la fase de grupos. Fue titular contra Zimbabue e ingresó ante Rumania.
| Mundial                       | Sede          | Resultado        | PJ | Tries |
| ----------------------------- | ------------- | ---------------- | -- | ----- |
| Copa Mundial de Rugby de 1987 | Nueva Zelanda | Cuartos de final | 2  | 0     |